# UFC 268
UFC 268: Usman vs. Covington 2 fue un evento de artes marciales mixtas producido por Ultimate Fighting Championship que tuvo lugar el 6 de noviembre de 2021 en el Madison Square Garden en Nueva York, Estados Unidos.

## Antecedentes
Una revancha por el Campeonato de Peso Wélter de la UFC entre el actual campeón Kamaru Usman (también ganador del torneo de peso wélter The Ultimate Fighter: American Top Team vs. Blackzilians) y el ex campeón interino Colby Covington encabezó el evento. Sirviendo como combate principal del evento, se enfrentaron previamente en UFC 245 en diciembre de 2019, donde Usman defendió su título por nocaut técnico en el quinto asalto. Vicente Luque sirvió de refuerzo y potencial reemplazo para este combate. En el pesaje, Luque pesó 172.2 libras, 2.2 libras por encima del límite del combate por el título wélter, lo que lo hace inelegible para competir por el título.
La revancha por el Campeonato Femenino de Peso Paja de la UFC entre la actual bicampeona Rose Namajunas y la ex campeona Weili Zhang tuvo lugar como combate coestelar. Ya se enfrentaron en UFC 261, donde Namajunas ganó el título por nocaut en el primer asalto.
Se esperaba un combate de peso gallo femenino entre la ex Campeona Femenina de Peso Pluma de la UFC Germaine de Randamie e Irene Aldana. Sin embargo, de Randamie se retiró a principios de septiembre por una lesión.
Se esperaba un combate de peso medio entre el ex Campeón de Peso Medio de UFC y Strikeforce Luke Rockhold y Sean Strickland. Sin embargo, el 11 de octubre, Rockhold se retiró debido a una hernia discal. Se desconoce si se buscará un sustituto o se pospondrá el combate.
Se esperaba que Phil Hawes y Chris Curtis se enfrentaran en un combate de peso medio en UFC Fight Night: Dern vs. Rodriguez un mes antes, pero debido a que Curtis fue tocado como reemplazo justo un día antes de ese evento, Hawes declinó el encuentro. Ahora se espera que se enfrenten en este evento.
Estaba previsto un combate de peso pluma entre Melsik Baghdasaryan y T.J. Laramie. Sin embargo, Laramie se vio obligado a retirarse después de que se le diagnosticara una infección por SARM. Fue sustituido por el recién llegado a la promoción Bruno Souza.
En el evento estaba previsto un combate de peso semipesado entre Aleksa Camur y John Allan. Sin embargo, Camur se retiró del combate alegando una lesión no revelada y fue sustituido por Dustin Jacoby.

## Resultados
1. ↑  Por el Campeonato de Peso Wélter de la UFC.
2. ↑  Por el Campeonato Femenino de Peso Paja de la UFC.

## Premios de bonificación
Los siguientes luchadores recibieron bonificaciones de $50000 dólares.
- Pelea de la Noche: Justin Gaethje vs. Michael Chandler
- Actuación de la Noche:  Marlon Vera, Alex Pereira, Bobby Green y Chris Barnett